# قائمة أنواع الميشطة
يوجد عشرة أنواع من جنس الميشطة:
- ميشطة ظفارية (الاسم العلمي: Anogeissus dhofarica)
- ميشطة مستدقة (الاسم العلمي: Anogeissus acuminata)
- ميشطة بونتي (الاسم العلمي: Anogeissus bentii)
- ميشطة عريضة الأوراق (الاسم العلمي: Anogeissus latifolia)
- ميشطة ملساء الثمرة (الاسم العلمي: Anogeissus leiocarpa)
- ميشطة متدلية (الاسم العلمي: Anogeissus pendula)
- ميشطة نهرية (الاسم العلمي: Anogeissus rivularis)
- ميشطة حريرية (الاسم العلمي: Anogeissus sericea)
- ميشطة زرودية الورق (الاسم العلمي: Anogeissus phillyreifolia)
- ميشطة إكليلية (الاسم العلمي: Anogeissus coronata)